# Хейфец, Михаил Израйлевич
Михаил Хейфец (31 августа 1955, Ессентуки, Ставропольский край) — советский и израильский режиссёр, драматург.

## Биография
Михаил Хейфец закончил отделение режиссуры СПГУКИ в 1981году. С 1990 года проживает в Израиле.
Михаил Хейфец — неоднократный призёр международных литературных и драматургических конкурсов: Конкурс Конкурсов и «Кульминация», Волошинский конкурс драматургии, «ЛитоДрама», Действующие лица, Биеннале современной драматургии «Свободный театр», EURODRAM BADENVEILER
Им написано более двадцати пьес. Пьесы: «В ожидании Его», «Анатомия страха», «Спасти камер-юнкера Пушкина», "Кабаре «Астория», «Rock-n-Roll на закате», «Не забудьте расписаться», «Как Циолковский летал на Луну», «В поисках волшебства», «Верёвка», «Играем Гофмана», «Добро пожаловать в Матрасентану», «Не сердите Деда Мороза» поставлены в десятках профессиональных и любительских театрах на территории РФ и за рубежом.
Некоторые пьесы переведены на иностранные языки: немецкий, китайский, болгарский, армянский, украинский, белорусский и иврит.
Михаил Хейфец автор ставшей культовой и одной из самых популярных пьес последнего десятилетия — «Спасти камер-юнкера Пушкина». Мировая премьера состоялась в Московском театре Школа современной пьесы в 2013 году. («Спасти камер-юнкера Пушкина») Пьеса лауреат международных драматургических конкурсов, включая Гран-При фестиваля Золотая Маска 2013 как лучшая пьеса года.
В настоящая время поставлена в десятках  любительских и профессиональных театрах.

## Пьесы
- В ожидании Его — Премьера[5] состоялась в Московский драматический Театр на Перовской в 2011 г режиссёр Кирилл Панченко
- Спасти камер-юнкера — Пушкина Премьера[6] состоялась в Московском театре Школа Современной Пьесы в 2013 г режиссёр Иосиф Райхельгауз
- Rock-n-Roll на закате — Премьера[7] состоялась в Тульском академическом театре в 2016 год режиссёр Андрей Любимов
- Верёвка — Премьера[8] состоялась в Киевский театр драмы и комедии на левом берегу Днепра в 2016 г режиссёр Алексей Лисовец
- Не забудьте расписаться — Премьера состоялась в Екатеринбургском театре На плотинке в 2019 году
- Играем Гофмана (Шоу Гофмана) — Премьера[9] состоялась в Ульяновском областном драматическом театре в 2017 году режиссёр Александр Лебедев
- Кабаре «Астория» — Премьера[10] состоялась в Киевском театре-студии «SPLASH» в 2020 году режиссёр Виктория Маноле
- Как Циолковский летал на Луну — Премьера[11] состоялась в Кемеровском Театре для детей и молодёжи в 2016 году режиссёр Ирина Латынникова
- Добро пожаловать в Матрасентану («משפחת טוט») — Премьера[12] состоялась в תיאטרון מלנקי Израиль 2017 режиссёр מיכאל טפליצקי (Михаил Теплицкий)
- Rock-n-Roll на скамейке — Премьера[13][14] состоялась в Хабаровском краевом музыкальном театре в 2020 году режиссёр Дарья Пантелеева
- В поисках волшебства — Премьера[15] состоялась в Волгоградском театре юного зрителя в 2016 году режиссёр Альберт Авходеев
- 432 герц — Премьера[16] состоялась в Иерусалимской городской библиотеке в 2016 году режиссёр Михаил Хейфец
- Не сердите Деда Мороза — Премьера[17] состоялась в театре-студии РДК Ленинское режиссёр Ольга Сергеева
- Сказка о волшебнике, который живёт на облаке — презентация состоялась в 2015 году в Московском областном театре кукол
- Анатомия страха — Премьера спектакля «Лабиринт страха» по пьесе «Анатомия страха» состоялась в Одесском русском академическом театре 2021 году (режиссёр Дарья Кюркчу)[18]
- Ну как он тебе — Премьера[19] состоялась  в Брестский театр "Напротив" в ноябре 2022 года режиссёр Ирина Пашечко
- Столик на троих— Премьера[20] состоялась в марте 2023 года в муниципальном Театре МАТАРА - "תיאטרון מטרה" г. Ариэль, Израиль
- Контейнер №7 - Премьера[21] состоялась в мае 2024 года в рамках Иерусалимского международного театрального фестиваля ADAMfest-2023[22]
- Звонок с места преступления Премьера [23] сотоялась 6 апреля 2025 г. в Независимом театре «РАЗРАБОТКА»[23] г. Шымкент (Казахстан)
- Тайна семи мостов
- Пасьянс сослагательного наклонения
- Выйти замуж за Казанову
- Последний герой Станислава Лема
- Четыре Рабиновича
- Царь подземного царства
- FAKE (ФЭЙК)
- Полный список[24] всех постановок на сайте автора — Михаил Хейфец

## Награды и премии
- «Спасти камер-юнкера Пушкина» — Высшая премия в области драматургии — Гран При[3] «Конкурса Конкурсов», Первое место[25] на международном конкурсе драматургии «Действующие лица» 2012. — Диплом Российской государственной библиотеки искусств — «За блистательный эксперимент с драматургической формой». Призёр международного литературного конкурса «О Петербурге в прозе и стихах»[26][27].
- «В ожидании Его» — Пьеса призёр[28] конкурса «Новая пьеса для старого театра» фестиваля «Старейшие театры России в Калуге» 2013.
- «Не забудьте расписаться» — Пьеса — Лауреат[29][30] Международный Волошинский конкурс 2018 . Первая премия.
- "Кабаре «Астория» — Пьеса призёр международных конкурсов драматургии: ЛитоДрама 2016[31][32], Биеннале современной драматургии «Свободный театр»[33], конкурса Европейской сети театрального перевода EURODRAM 2016[34], профессиональных драматургов «Профсоюз» «Старый Конь»[35], номинант[36][37] на лучшую пьесу года премии «Кульминация»,
- «Верёвка» — Пьеса призёр[38] международного конкурса драматургии BADENVEILER 2010
- «Rock-n-Roll на закате» — Пьеса призёр[39][40] международного конкурса драматургии «Действующие лица» 2015
- «432 герц» — Пьеса призёр[41] конкурса РГБИ на лучшее драматическое произведение в жанре монопьесы «МОНОДРАМА» 2016
- «Сказка о волшебнике, который живёт на облаке» — Пьеса дипломат и финалист лаборатории театра кукол «Маленькая драма» в 2015 году
- «Анатомия страха» — Пьеса призёр международных конкурсов драматургии  ЛитоДрама 2020

## Публикации
Спасти камер-юнкера Пушкина — журнал «СЕВЕРНАЯ АВРОРА» № 17 2012
Спасти камер-юнкера Пушкина — Хейфец, М. Пьесы / Михаил Хейфец, Николай Голь. — (Репертуар для детских и юношеских театров. «Я вхожу в мир искусств». Вып. 4/2014). — ББК 85.338 Издательство: Москва : ВЦХТ, 2014
Спасти камер-юнкера Пушкина — Лучшие пьесы, 2012: [сборник] — Москва , 2013.Издательство: НФ Всероссийский драматургический конкурс
«Действующие лица»
Rock-n-Roll на закате — Лучшие пьесы, 2015: [сборник] — Москва , 2016 . — 460.Издательство: Международный конкурс русскоязычной драматургии
«Действующие лица»
Не забудьте расписаться — № 137 журнал ЛИTERRAТУРА
432 герц — № 168 журнал ЛИTERRAТУРА
Кабаре «Астория»— № 154 журнал ЛИTERRAТУРА
Как Циолковский летал на Луну № 142 журнал ЛИTERRAТУРА
Анатомия страха - № 169 журнал ЛИTERRAТУРА
Хейфец М. И., Как был повержен царь Подземного царства. [пьеса в 6 сценах] (Репертуар для детских и юношеских театров. 2014. № 4. С. 45-83)
Пьесы для театра кукол — Старый Оскол: Изд-во РОСА. Сборник пьес, созданных в процессе работы I Творческой лаборатории «Маленькая драма»
432 герц — Конкурс монопьес: лучшее : [сборник] , Рос. гос. б-ка искусств. — Москва : РГБИ, 2016